# زیخرس‌واوده
زیخرس‌واوده (به هلندی: Siegerswoude) یک منطقهٔ مسکونی در هلند است که در اپسترلاند واقع شده‌است. زیخرس‌واوده ۸۱۰ نفر جمعیت دارد.